# Bong Joon-ho
Bong Joon-ho, kor. 봉준호 (ur. 14 września 1969 w Daegu) – południowokoreański reżyser i scenarzysta filmowy.

## Życiorys
Zdobywca Złotego Globu (najlepszy film zagraniczny) i Oscara  w 2020 oraz Złotej Palmy na 72. MFF w Cannes za film Parasite (2019), będący satyrą na nierówności ekonomiczne i podziały klasowe wśród współczesnych Koreańczyków z Południa.
Bong Joon-ho znany jest z łączenia różnych filmowych konwencji, a także z umieszczania w filmach wielu nawiązań krytykujących system struktury społecznej (głównie koreański) oraz proekologicznych manifestów.
Przewodniczył jury Złotej Kamery na 64. MFF w Cannes (2011) oraz jury konkursu głównego na 78. MFF w Wenecji (2021). Zasiadał również w jury konkursu głównego na 65. MFF w Berlinie (2015).

## Filmografia (reżyser i scenarzysta)
- 2000: Szczekające psy nigdy nie gryzą (Flandersui gae)
- 2003: Zagadka zbrodni (Salinui chueok)
- 2006: The Host: Potwór (Gwoemul)
- 2008: Tokyo! (reżyser segmentu Shaking Tokyo)
- 2009: Matka (Madeo)
- 2013: Snowpiercer: Arka przyszłości (Snowpiercer)
- 2017: Okja
- 2019: Parasite
- 2025: Mickey 17 (ukończony)

## Nagrody i nominacje
| Rok  | Festiwal                  | Kategoria                                                     | Film                            | Wynik     |
| ---- | ------------------------- | ------------------------------------------------------------- | ------------------------------- | --------- |
| 2001 | Slamdance                 | Główna Nagroda Jury                                           | Szczekające psy nigdy nie gryzą | Nominacja |
| 2003 | MFF w San Sebastián       | Nagroda Indywidualna                                          | Zagadka zbrodni                 | Wygrana   |
| 2003 | MFF w San Sebastián       | Nagroda FIPRESCI                                              | Zagadka zbrodni                 | Wygrana   |
| 2003 | MFF w San Sebastián       | Srebrna Muszla dla najlepszego reżysera                       | Zagadka zbrodni                 | Wygrana   |
| 2003 | MFF w San Sebastián       | Złota Muszla                                                  | Zagadka zbrodni                 | Nominacja |
| 2010 | Film Independent          | Independent Spirit                                            | Matka                           | Nominacja |
| 2017 | 70. MFF w Cannes          | Złota Palma                                                   | Okja                            | Nominacja |
| 2019 | 72. MFF w Cannes          | Złota Palma                                                   | Parasite                        | Wygrana   |
| 2020 | Nagroda Akademii Filmowej | Oscar za najlepszy film                                       | Parasite                        | Wygrana   |
| 2020 | Nagroda Akademii Filmowej | Oscar dla najlepszego pełnometrażowego filmu międzynarodowego | Parasite                        | Wygrana   |
| 2020 | Nagroda Akademii Filmowej | Oscar za najlepszą reżyserię                                  | Parasite                        | Wygrana   |
| 2020 | Nagroda Akademii Filmowej | Oscar za najlepszy scenariusz oryginalny                      | Parasite                        | Wygrana   |